# Count Duckula
El Conde Pátula (conocido como Count Duckula en inglés, y como El Conde Duckula en España) es una serie de televisión británica de dibujos animados que salió al aire por primera vez el 6 de septiembre de 1988. Creada por la compañía Cosgrove Hall Films, producida por Thames Television y emitida originalmente por la cadena inglesa ITV, sacó 65 episodios que fueron emitidos en la televisión abierta a comienzos de la década de 1990 en los países hispanohablantes.
La serie es una parodia de la historia del conde Drácula. Situado en Transilvania (una región en Rumania), el Conde Pátula vive en un castillo tenebroso conocido como el Castillo Pátula, junto a su mayordomo, Igor, y su gran niñera "Nana", quien siempre portaba un cabestrillo para el brazo derecho. En España se mantuvo el nombre original "Nanny" (que significa "niñera" en inglés).  
Igor, el mayordomo, llama a Pátula como "Amo". Mientras que la "Nana" lo llama coloquialmente como "Patolín". 
Casi todos los personajes de la serie son aves antropomorfas.
La mayoría de los episodios fueron realizados en España por el estudio de animación de Carlos Alfonso, Alfonso Productions.

## Historia
La historia (tal y como se muestra en la secuencia de introducción de cada episodio) es que Pátula ha estado activo como un vampiro durante muchos siglos. Sólo podía ser destruido por la exposición a la luz solar o atravesándole el corazón con una estaca de madera. De hecho, Pátula ha muerto numerosas veces, pero siempre regresa a través de un ritual místico, que se realiza una vez cada siglo, cuando la Luna está situada en la Octava Casa de Acuario (la introducción de cada capítulo muestra el ritual de resurrección realizado por Igor). Cada vez que el vampiro resucita, posee poco o ningún recuerdo de su vida pasada, por lo que cada encarnación es libre de desarrollar su propia personalidad y perseguir sus propios intereses personales. El vampiro es, pues, capaz de crear sus propias dinastías de Condes Pátula. Las generaciones anteriores incluyen caballeros, magos, científicos, artistas, egiptólogos, entre otros.
Sin embargo, tal y como se muestra en la secuencia de introducción, la última reencarnación no salió tal como estaba previsto. Para concluir con éxito el ritual, es imprescindible utilizar sangre de ala de murciélago, ya que la sangre es la fuente de sustento para cualquier vampiro. Pero Nana, accidentalmente, se equivoca de botella y utilizan salsa de tomate ketchup. En consecuencia, la nueva versión no es un vampiro chupa sangre, sino un "vampiro vegetariano". El nuevo Pátula está más interesado en las zanahorias jugosas que en cazar doncellas. Naturalmente, Igor se siente muy disgustado por esto. Lo peor es que su "nuevo" maestro está obsesionado con perseguir la riqueza y la fama como artista, héroe o magnate de los negocios.
Las historias se centran a menudo alrededor de las aventuras de Pátula en busca de riquezas y fama, con la asistencia de la capacidad del castillo de teletransportarse alrededor del mundo. Otro tema recurrente son los sucesivos intentos de Igor por convertir a Pátula en un auténtico vampiro adicto a la sangre y las torturas. Algunos episodios cuentan con la presencia del némesis de Pátula, el doctor Von Goosewing (el doctor Von Patoven en Hispanoamérica), personaje basado en el Dr. Abraham Van Helsing, que era el némesis de Drácula, un cazador de vampiros que ciegamente se niega a creer que la encarnación actual de Pátula es inofensiva. También hay una gran variedad de enemigos extraños, a menudo sobrenaturales, de zombis y hombres lobo. El castillo Pátula también cuenta con un reloj de cuco, cuyos murciélagos con acento ruso aparecen y hacen chistes sobre la situación actual (o sólo chistes malos en general). Además, el reloj es también una parte vital del mecanismo de desplazamiento del castillo, e incluso tiene la capacidad de volver el tiempo atrás.
Una serie de publicaciones anuales y cómics mensuales publicados por Marvel Comics UK (el sello filial de Marvel Comics, para su publicación en el Reino Unido) que detallaban las aventuras del conde Duckula y el resto de personajes asociados, junto con su serie hermana, Danger Mouse, fueron publicados durante el tiempo que la serie se transmitió originalmente y por un corto tiempo posterior.

## Doblaje
- Conde Pátula: David Jason
- Igor: Jack May
- Nanny / Dimitri: Brian Trueman
- Dr. Von Goosewing / Sviatoslav: Jimmy Hibbert
- Narrador: Barry Clayton
- Vocalistas Tema principal: Doreen Edwards y Mike Harding
- Voces adicionales: Barry Clayton, Jimmy Hibbert, John, Keyworth, Brian Trueman, Ruby Wax

### Versión deEspaña
La primera temporada se dobló en los estudios Videotake de Barcelona para su emisión en TVE. Posteriormente, el canal Antena 3 Televisión adquirió la serie al completo y la primera temporada se emitió con el mismo doblaje de TVE. Las temporadas 2, 3 y 4 fueron dobladas en Videotake Sur, en Sevilla, cuyo doblaje fue dirigido por Ángeles Neira, con un reparto de voces diferentes.
- Conde Duckula: Jordi Pons (temporada 1), Adolfo Martínez (temporadas 2, 3 y 4)
- Igor: Dionisio Macías (temporada 1), Juan Fernández (temporadas 2, 3 y 4)
- Nanny: Carmen Contreras (temporada 1), Emilia Domínguez (temporadas 2, 3 y 4)
- Narrador: Lluis Marco (temporada 1), Jorge García Tomé (temporadas 2, 3 y 4)

### Versión deHispanoamérica(México)
- Conde Pátula (Patolín): Luis A. Mendoza (†)
- Igor: Álvaro Tarcicio (†)
- Nana: Carmen Donna-Dío (†)
- Doctor Patoven: Jorge Roig
- Narrador: Miguel Ángel Ghigliazza (+)

## Personajes

### Protagonistas

#### Conde Pátula
Pátula (Título actual: El Conde Pátula XVII, tal y como se nombra en el capítulo The Count and the Pauper) es un pato antropomorfo de piel verde, con el pelo negro un poco largo con la raya en medio y va vestido como el clásico vampiro nocturno, con capa incluida, pero no tiene colmillos. Su comida favorita son los sándwiches de brócoli. En algunas ocasiones usa un pijama con el logotipo de la serie Danger Mouse, una referencia al origen del personaje.
El mismo Conde Pátula es una parodia declarada del vampiro tradicional. Como su nombre lo sugiere, es un pato antropomorfo. Además de ser vegetariano y aspirar a conseguir fama y fortuna, se suele mostrar inescrupuloso y cobarde, para mayor decepción de su siervo, Igor, y del mismo narrador de la serie. El lema de la familia Pátula es per ardua ad Sanguina, que significa "trabajar duro por la sangre".
Él tiene una visión muy moderna de la vida, y muchas veces se desespera sobre la imagen tradicional de vampiros que esperan que algún día posea. Odia vivir en un castillo oscuro, tenebroso, y encuentra el comportamiento de sus siervos como deprimente. Conserva algunos poderes vampíricos, tales como el teletransporte y no poder reflejarse en los espejos, y un poder que sólo se mostró una vez, es la posibilidad de crear un rayo cuando se enfurece. Pátula pidió a Igor alguna explicación al respecto, pero no obtuvo respuesta por su parte. El poder que más utiliza Pátula es la teleportación, que consiste en saltar sobre sí mismo e introducirse en una pequeña nube gris, desaparecer y reaparecer en otro lugar (a diferencia de su predecesor en Danger Mouse, que aparecía en la explosión de una columna de llamas de fuego).
A menudo sale a la calle durante el día sin sufrir ningún efecto negativo, pero esto puede que se deba a que no es un vampiro tradicional puro. En el episodio El Dr. Von Goosewing y Mr. Duck, el conde Pátula se convierte brevemente en un vampiro "real", con el deseo de beber la sangre de los habitantes del pueblo en las afueras del castillo, pero se aleja de la puerta cuando descubre que el Sol todavía está en el cielo.
Aunque a menudo es muy egoísta, inmaduro y avaro, Pátula es un buen tipo. A menudo trata de ayudar a la gente aunque, por lo general, sólo tiene éxito en hacer que lo odien. Es propenso a obsesionarse rápidamente como cuando intenta convertirse en un músico de blues de Nueva Orleans, buscador de tesoros, ser un vaquero, artista, cantante, actor, etc.
El carácter es totalmente diferente de su predecesor en la serie Danger Mouse. De hecho, las únicas características que comparten es que son patos vampiros con ambiciones en el mundo del espectáculo, que poseen poco talento, y que se llaman Pátula . La versión anterior era un completo villano, dispuesto a chantajear y obligar en su camino al estrellato y estaba obsesionado con ser una estrella de la televisión, en lugar de conformarse con la fama en cualquier otra rama del entretenimiento. Tenía muchos más poderes mágicos (y más poderosos) y los utilizaba mucho más. Además, tenía un acento muy marcado que incluía ceceo, tartamudeo y graznidos ocasionales (parecido a Duffy Duck, o el Pato Lucas como se le conoce en países hispanoparlantes). Además, no era vegetariano. En su primera aparición, amenazó con beber la sangre de Danger Mouse, pero fue destruido por la exposición a la luz del Sol. El Conde Duckula de Danger Mouse fue destruido y se redujo a cenizas, pero fue resucitado años después en la Cámara Astronómica de Igor. En vez de sangre, Nanny usó salsa de tomate ketchup en la oferta del ritual, creando de este modo el actual Conde Duckula 17º vegetariano que protagoniza esta serie.

#### Igor
Igor, el mayordomo del conde, es un siervo de terror muy tradicional, basado en el personaje original de Igor en Drácula, y añade un toque oscuro a algunas situaciones de humor negro. A él no le gusta nada el comportamiento de su amo y con frecuencia le anima a actuar de una manera mucho más malévola. Está convencido de que, si convence a Pátula en morder, mutilar, torturar y asesinar, sería un retorno a los viejos tiempos "de cuando los condes anteriores se comportaban más como vampiros auténticos". Igor también odia palabras como "que Dios te bendiga", "agradable", "bueno" y "encantador". Estas palabras le hacen temblar, y prefiere el lado más oscuro y siniestro de la vida. También odia todo lo que estéticamente produzca ternura o sea bondadoso, como en el episodio "Los zombies avispados", donde muestra rechazo contra unos conejitos que le demostraban cariño. En el episodio Hotel malasuerte, Igor se va de vacaciones, junto con Nanny, a un hotel deteriorado y triste. En su habitación, se encierra en completa oscuridad, disfrutando de los sonidos de la humedad trepando las paredes.
Igor es un buitre encorvado, calvo, con una voz profunda, grave y lenta. Su edad es incierta, pero sin embargo, en el episodio Los pingüinos amotinados, afirma que ha servido para la dinastía Pátula durante siete siglos y medio. Si Pátula volvió a la vida en su decimoséptima reencarnación, quiere decir que Igor tiene más de 800 años y que él comenzó su servicio a la familia Pátula en la décima reencarnación (o en la novena, también es una posibilidad). Esto se demuestra en el episodio Una noche de tormenta en el que una estatua de piedra del Conde Pátula es reanimada durante una tormenta y reconoce a Igor. Como el conde Pátula sólo puede ser devuelto a la vida una vez cada siglo e Igor ha llevado a cabo esta tarea muchas veces durante su servicio, se puede afirmar que Igor posee una vida útil muy larga.

#### Nana (Nanny)
Nana, como su nombre indica, es la niñera de Pátula , así como ama de llaves. Es una gallina muy grande y torpe, que posee una fuerza increíble e inevitablemente echa a perder cualquier tarea que se propone hacer. En particular, tiene un punto ciego en relación con las puertas, y muchas veces se bloquea por una puerta sin abrir o (más comúnmente) atraviesa la pared, sobre todo a unos metros de la posición de la puerta. No es sorprendente que ella es la que confundió la salsa de tomate ketchup con la sangre en la resurrección de Pátula .
Como sugiere este comportamiento, Nana no es muy inteligente. Ella se dedica en cuerpo y alma a cuidar a "Patolín" ("Patito" en España), que así es como ella llama a Pátula, y tiene un profundo afecto maternal por él, aunque dada su torpeza, a menudo le hace daño sin darse cuenta. Un chiste recurrente es su incapacidad para entender lo que la gente de su alrededor está diciendo, a menudo mezclando palabras o tomar como una ofensa insultos o críticas que no van dirigidas a ella. También es muy boba y maternal. A veces los abrazos que le da a Pátula son de tanta fuerza, que le impide respirar.
Al igual que Igor, su edad es incierta, aunque al parecer ha estado con la familia Pátula durante varias encarnaciones. En el episodio Un día agitado para Igor, Igor recuerda cuando el bisabuelo de Pátula solía hospedar a viajeros que se perdían en las noches lluviosas... para terminar con ellos posteriormente. Nana comenta que recuerda con cariño esos días y lo mucho que le gustaba que su amo fuera tan generoso (también es bastante ignorante), por lo que posiblemente quiere decir que también tiene una vida útil muy larga. Su brazo derecho está siempre en un cabestrillo, aunque se revela en un episodio posterior que sólo lo lleva para cubrir un tatuaje. El propio cabestrillo parece tener una capacidad ilimitada de carga, ya que Nana extrae cualquier objeto de ahí (incluso comida), muy al estilo de Harpo Marx.

#### Dr. Von Patoven
El doctor Von Patoven es un científico loco cazador de vampiros que todo el tiempo está planeando de qué forma exterminar al Conde Pátula. Su apariencia está basada en la de un ganso. Sus antepasados, como se ve a su tío abuelo en el episodio "Querido Diario", también habían intentado terminar con la maldad de los condes de Pátula. Lo que Von Patoven no entiende, y se niega a creer, es que el Conde Pátula actual es vegetariano y no busca hacer daño ni beber sangre. En varios episodios, llama o le habla a un asistente llamado "Heinrich", que nunca aparece, ni dialoga o habla en momento alguno con Von Patoven. Se puede deducir por esto que "Heinrich" es producto de la imaginación del doctor.

#### Castillo Pátula
Un típico castillo de Transilvania con todos los detalles: prisión, cámara de tortura, biblioteca de textos macabros, laboratorio, etc. El castillo es también el "refugio" de un hombre lobo llamado Towser, al cual nunca se le ve, pero que es cuidado por Igor y Nana. Esto podría ser una referencia a un perro de dibujos animados de la década de 1980 con el mismo nombre.
El castillo puede teletransportarse a cualquier lugar del mundo (y más allá), pero regresa automáticamente al amanecer, "hora estándar en el Este de Transilvania", tal y como dice Igor en la serie. El teletransporte se activa cuando Pátula entra dentro de un ataúd en posición vertical, mientras dice adonde quiere ir (a veces tiene que decirlo en rima para que el teletransporte se active correctamente).
Los controles de este dispositivo se encuentran dentro de un reloj de cuco antiguo que cuelga en la pared. En el interior del reloj viven dos murciélagos mecánicos, Dimitri y Sviatoslav, que aparecen en cada episodio y se cuentan chistes rancios el uno al otro. Estas bromas eran tan malas que casi llevan a la locura a algunos personajes episódicos. Estos personajes poseen un fuerte acento ruso (sólo en la versión original), y las dificultades que tiene Sviatoslav para entender los chistes de Dimitri, no facilita las cosas. Pátula no menciona nada acerca de ellos hasta que el episodio En resto es historia, en el que dice que los chistes son cada vez peores. Sin embargo, cuando se viaja a través del tiempo, y los murciélagos comienzan a hablar al revés, Pátula dice que son más divertido de esa manera.
El castillo da la impresión muchas veces que tiene vida propia e incluso que puede tener un grado de conciencia de sí mismo. Los otros personajes hacen referencia a este hecho, aunque nunca se confirma de manera rotunda.

## Episodios
La serie consta de 65 episodios, divididos en cuatro temporadas, aunque en Hispanoamérica y en España, se concentraron en dos temporadas; la primera de 30 y la segunda de 35.

## Emisiones
- España: la serie se emitió primero en TVE en el año 1991, sólo la primera temporada. Posteriormente, en 1992 Antena 3 Televisión emitió la serie completa. La primera temporada, con el doblaje en español realizado para TVE en los estudios Videotake de Barcelona, pero el resto (temporadas 2, 3 y 4), al no haber sido dobladas por TVE (ya que no se estrenaron en ese canal), tuvieron que ser dobladas por Videotake Sur, en Sevilla, por otro reparto de actores de doblaje, por lo tanto las voces no son las mismas en la temporada 1. También se emitió en el Canal Panda a finales de los años 90.

- México: La serie ha sido emitida por el Canal 5 XHGC de Televisa por primera vez en 1988 y hasta 1991, después en 1995 aproximadamente y en esporádicas ocasiones en el año 2000, hasta 2006. Fue propuesto para su emisión regional a través de las estaciones afiliadas a Televisa Regional. Se reestrenó en 2013 por CadenaTres en la barra infantil del fin de semana (como dato curioso es de las pocas series animadas europeas transmitidas por Televisa que obtienen un éxito de nivel medio-alto, asimismo se ha vuelto una serie de culto en el país y en Latinoamérica debido a sus esporádicas emisiones y su particular doblaje).

- Argentina: La serie fue emitida durante 2009 por Canal 13 a las 10.00 a. m. y en 1990 al 1995 The Big Channel.

- Chile: La serie fue emitida en 1990 por Televisión Nacional de Chile en el horario de la tarde. Posteriormente, en 1992 RTU emitió la serie dentro del programa Niñerías. Más adelante en 1995, fue transmitido por UCV Televisión dentro del programa Pipiripao. Entre 1997 a 1998, fue emitido en Rock & Pop Televisión. También fue transmitido por La Red. En Concepción, la serie fue emitida en el Canal Regional, junto al programa infantil A la Ronda, Ronda. Finalmente fue emitido en TVO en el año 2006.

- Colombia: La serie fue emitida entre 1990 por RCN Televisión los sábados a las 9:30 a. m. por la Cadena Dos de la extinta Inravisión dentro de la franja infantil de Producciones PUNCH y la franja infantil de Datos y Mensajes, después a mediados de 1991 fue emitida por la desaparecida programadora CPT Televisión los miércoles a las 5:00 p. m. también por la Cadena Dos, dentro del programa infantil El Club de las Preguntas de Producciones JES y Los Dumis programa infantil de la productora independiente Grabar Estudios, en 1993 esta serie fue emitida por la desaparecida programadora del estado Audiovisuales los lunes a las 4:00 p. m. por la Cadena Uno de Inravisión dentro de la franja de Producciones Cinevisión y Universal Televisión (después UNI T.V.), en 1994 R.T.I. Televisión emitió la serie los sábados a las 11:00 a. m. por la Cadena Uno, en 1999 Coestrellas emitió la serie los sábados a las 4:00 p. m. por el Canal A, en el 2001 fue emitido por el Canal Capital de Bogotá y en el 2008 fue emitida por el canal local bogotano Citytv.

- Ecuador: La serie se transmitió en los años 90 por TC Televisión (incluyendo los últimos años de la era Telecentro) durante las tardes de los fines de semana y en el 2017 es emitida por el canal RTU.

- Venezuela: La serie se transmitió al comienzo de los años 90 por el canal 2 RCTV durante el bloque infantil de las tardes.

## Videojuegos
- (1990) Count Duckula in - No Sax Please - We're Egyptian - distribuido por Alternative Software para ZX Spectrum, Atari ST, Amstrad CPC, Commodore 64 y Commodore Amiga.

- (1992) Count Duckula 2 Featuring Tremendous Terence distribuido por Alternative Software para ZX Spectrum, Amstrad CPC, Commodore 64 y Commodore Amiga.